# Trận Phủ Hoài (1883)
Trận Phủ Hoài năm 1883 còn gọi là Trận Vọng hay Trận Dịch Vọng, diễn ra trong các ngày 15-16 tháng 8 năm 1883, là trận tấn công của quân Pháp ở Hà Nội vào phòng tuyến vây quanh Hà Nội về phía Tây Bắc của quân nhà Nguyễn và quân Cờ Đen. Trận này nằm trong kế hoạch của Pháp từ tháng 7 năm đó, tấn công lên Sơn Tây-trung tâm kháng chiến mạnh nhất lúc đó của quân đội nhà Nguyễn, nhằm cùng với việc đánh kinh đô Huế, làm cho nhà Nguyễn phải đầu hàng Pháp.

## Việc phòng thủ của quân Nam
Từ sau trận Hà Nội thất thủ lần thứ 2, quân nhà Nguyễn đã thiết lập một vòng vây quanh Hà Nội từ 2 hướng Tây và Đông Bắc. Tại phía Tây, cánh quân của Hoàng Kế Viêm và Lưu Vĩnh Phúc đã xây dựng một phòng tuyến nằm hai bên con đường Hà Nội-Sơn Tây (nay là Quốc lộ 32), trong các làng nằm giữa hai sông Tô Lịch, sông Nhuệ và dọc theo hai bờ sông Nhuệ các làng này đều thuộc huyện Từ Liêm phủ Hoài Đức tỉnh Hà Nội lúc đó (trước huyện Từ Liêm thuộc phủ Quốc Oai trấn Sơn Tây, ngày nay là quận Bắc Từ Liêm và quận Nam Từ Liêm). Từ đó quân Cờ Đen và quân nhà Nguyễn đã từng giành được thắng lợi trước quân Pháp trong trận Cầu Giấy lần thứ 2. Phòng tuyến của quân Nam từ sau trận Cầu Giấy gồm 3 lớp:
- Lớp thứ nhất chạy từ Cầu Giấy qua các làng dọc theo sông Tô Lịch tới làng Yên Thái rồi thẳng lên các làng Vẽ và Chèm (Đông Ngạc và Thụy Phương thuộc quận Bắc Từ Liêm ngày nay).
- Lớp thứ hai từ lỵ sở của phủ Hoài Đức (nay là ngã tư đường Cầu Giấy giao với đường Nguyễn Phong Sắc) qua làng Cổ Nhuế (còn gọi là làng Noi hay kẻ Noi) lên làng Hoàng Xá (nay là thôn Hoàng Liên xã Liên Mạc, quận Bắc Từ Liêm) nối lên đình làng Chèm (đình thờ Lý Ông Trọng), đây là tuyến trung tâm mà quân Nam bố trí nhiều đại bác và đồn bốt kiên cố.
- Lớp thứ 3 trên các làng phía hữu ngạn sông Nhuệ như Kiều Mai, Phú Diễn,... (ngày nay thuộc quận Nam Từ Liêm) dùng sông Nhuệ làm phòng tuyến tự nhiên.

Lực lượng phòng ngự ở phòng tuyến này gồm toàn bộ quân Cờ Đen của Lưu Vĩnh Phúc và quân nhà Nguyễn của Hoàng Kế Viêm. Hoàng Kế Viêm lúc này vẫn đóng tại khu vực thành Sơn Tây. Quân Cờ đen có khoảng 3000 người, dù lực lượng này ít hơn quân Pháp, nhưng họ có lợi thế phòng ngự, dựa vào các tuyến phòng thủ được chuẩn bị từ trước.

## Kế hoạch và việc chuẩn bị của Pháp
Ngày 30 tháng 7 năm 1883, tại Hải Phòng, Harmand tổ chức một hội nghị quân sự quyết định đánh Huế (trung tâm chính trị) và Sơn Tây (trung tâm kháng chiến), nhằm làm nhụt ý chí và hy vọng của nhà Nguyễn.
Đầu tháng 8, viện binh của Pháp được đưa từ Pháp, Tân Đảo đã tới Hà Nội, kết hợp với lực lượng bổ sung từ Sài Gòn ra, làm lực lượng của Pháp ở đây lên tới 4500 quân. Theo kế hoạch tháng 7, tướng Bouet sẽ chỉ huy quân Pháp ở Hà Nội đánh lên Sơn Tây. Harmand muốn tiến đánh Sơn Tây bằng đường thủy sông Hồng ngay, nhưng Bouet lại chủ ý trước hết tấn công mở rộng vòng vây ở Hà Nội trên hướng Sơn Tây, phá vỡ phòng tuyến phủ Hoài trước, và ông ta đã thực hiện theo hướng này.
Ngày 15 tháng 8, tướng Bouet muốn giành lại thế chủ động đã bị mất sau trận Cầu Giấy, đã chỉ huy 2000 quân với 14 đại bác , cùng với 450 quân Cờ Vàng tạo thành một lực lượng khoảng 2500 quân, chia làm 3 đạo bộ binh, phối hợp với hạm đội tàu thủy (Hạm đội Bắc Kỳ) trên sông Hồng tấn công vào phòng tuyến Phủ Hoài.
- Đạo cánh phải do đại tá Bichot chỉ huy, được 6 hạm tàu (Pluvier, Leopard, Fanfare, Éclair, Mousqueton và Trombe) yểm hộ trực tiếp, tiến dọc theo bờ đê sông Hồng, đánh lên Chèm
- Đạo trung tâm do Paul Coronnat chỉ huy, từ thành Hà Nội qua làng Yên Thái, đánh tới làng Nội (làng Noi tức Cổ Nhuế).
- Đạo cánh trái do Révillon chỉ huy, từ Cầu Giấy tiến theo đường Hà Nội-Sơn Tây (theo đường Henri Rivière đã hành quân trong trận Cầu Giấy), tấn công lỵ sở phủ Hoài Đức và làng Vòng (Dịch Vọng Hậu phía sau phủ Hoài) nơi có đại bản doanh của Lưu Vĩnh Phúc. Đạo này xa bờ sông Hồng, các pháo hạm không yểm hộ được nên phải kéo theo nhiều đại bác.

## Diễn biến
Cánh trái của Révillon đánh vào cánh phải của quân Cờ đen nhưng không thắng, rồi lại bị đại bộ phận quân Cờ đen phản kích. Khi đạn dược dần cạn, quân Pháp phải rút về hướng Cầu Giấy. Cuộc rút lui suýt chuyển thành cuộc tháo chạy, vì dân phu người Việt trong đoàn hoảng loạn, ào ào bỏ chạy về phía sau, làm nghẽn cả con đê dùng để tiếp tế đạn dược. May mắn cho quân Pháp là tiểu đoàn hải quân đánh bộ của Chevallier bắn chặn từ phía làng Vọng để yểm trợ cho quân Pháp rút lui, đồng thời gây tổn thất nặng cho quân Cờ đen xông ra từ vị trí phòng thủ để đuổi theo. Khi trời xẩm tối, Bouet đưa quân dự bị tham chiến, tạo điều kiện cho Révillon củng cố lại đội hình. Do không nhận được tin gì từ hai cánh quân kia, nên Bouet hạ lệnh cho cánh quân của Révillon rút về Hà Nội trong đêm đó.

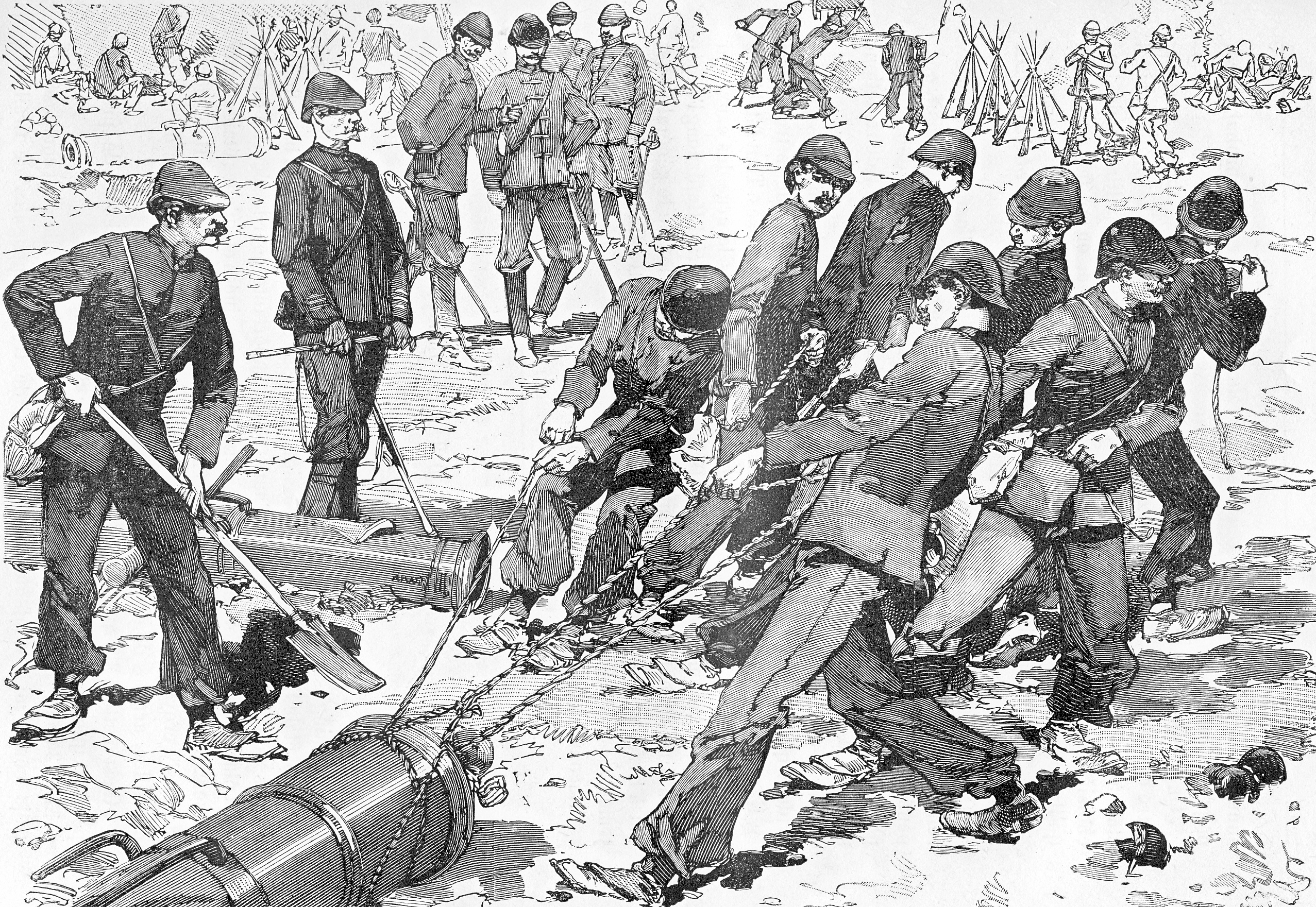
Đại tá Bichot thu được khẩu đại bác quân Cờ đen bỏ lại Quatre Colonnes

Lưu Vĩnh Phúc sở dĩ có thể phản công áp đảo cánh quân của Révillon vì hai cánh quân kia của Pháp không tạo được áp lực đáng kể lên quân Cờ đen. Cánh quân trung tâm của Coronnat không tìm được quân Cờ đen, còn cánh phải của Bichot chiếm được làng Chèm, nhưng sau đó bị chặn lại trước chiến lũy phòng thủ của quân Cờ đen tại Quatre Colonnes. Tới ngày 16 tháng 8, Bichot cho tiến quân đánh lên Quatre Colonnes, thì mới biết quân Cờ đen đã bỏ chiến lũy buổi đêm trước. Cuộc giao tranh diễn ra trong lúc trời mưa tầm tã, và trong ngày 15, đê sông Hồng vỡ, gây ngập lụt khắp vùng giữa Hà Nội và Phủ Hoài. Trận lụt này như vậy đánh dấu chấm hết cho trận đánh. Cả hai cánh quân của Coronnat và Bichot đều không tiến lên được, cánh quân của Coronnat rút về Hà Nội, còn cánh quân của Bichot chiếm đóng Quatre Colonnes, rồi cho chở về Hà Nội một số khẩu đại bác mà quân Cờ đen bỏ lại khi rút lui. Quân Pháp tuyên bố rằng trận lụt khiến cho họ không thể giáng một đòn nặng vào quân Cờ Đen. Tuy nhiên trên thực tế, trận lụt này gây thiệt hại nặng nề cho quân Cờ đen, Lưu Vĩnh Phúc phải rời các chiến lũy trước sông Đáy để rút về phía bên kia bờ sông, bỏ lại hết vật tư chiến tranh và thương binh của mình.
Về phía quân Pháp có 17 người chết (trong đó có 2 sĩ quan) và 62 người bị thương. Quân Pháp ước tính quân Cờ Đen có 300 người chết và 800 người bị thương.

## Ý nghĩa
Mặc dù trong trận này quân Pháp gây nhiều thiệt hại cho quân Cờ Đen, trong khi họ chỉ thiệt hại không đáng kể, nhưng rõ ràng là quân Pháp không đánh thắng quân Cờ đen. Cánh quân của Bouet thất bại chủ yếu do thời tiết xấu, nhưng cũng phải kể đến quyết định sai lầm của chỉ huy quân Pháp và sức chống trả quyết liệt của quân Cờ đen. Do quân Pháp không giành được thắng lợi nên người Bắc Kỳ cũng do dự không quyết liệu có nên theo Pháp và chống lại quân Cờ Đen, và như vậy cũng đồng nghĩa với việc quân Pháp thất bại, trong con mắt quan sát viên quốc tế.